# Freie Wähler
Freie Wähler (på dansk: Frie Vælgere) betegner i tysk politik en sammenslutning af vælgere, der har som formål at opstille partiuafhængige kandidater til delstaternes parlamentariske forsamlinger. Freie Wähler har ikke status som et registreret politisk parti, men er normalt registrerede forening af frivillige.
Freie Wähler er aktive i alle tyske delstater, hvoraf særligt den i Bayern er succesfuld. Eksempelvis opnåede FW 10,2 % af stemmerne ved valget i Bayern i 2008 og blev dermed valgt til Bayerischer Landtag for første gang . Tidligere er det ikke lykkedes organisationen at passere spærregrænsen på 5 procent.